# Cacia flavobasalis
Cacia flavobasalis är en skalbaggsart som beskrevs av Stefan von Breuning 1939. Cacia flavobasalis ingår i släktet Cacia och familjen långhorningar.
Artens utbredningsområde är Filippinerna. Inga underarter finns listade.